# اولاف بول
اولاف بول (انگلیسی: Olaf Bull; ۱۰ نوامبر ۱۸۸۳ – ۲۹ ژوئن ۱۹۳۳) شاعر، نویسنده، و روزنامه‌نگار اهل نروژ بود. او شش بار نامزد دریافت جایزه نوبل ادبیات شد.
او در کریستیانا (اسلو امروزی) زاده شد. پدرش، یاکوب بردا بول (۱۸۵۳–۱۹۳۰)، طنزپرداز و داستان‌نویس بود.
نخستین کتابش را با نام اشعار (به نروژی: Digte) (۱۹۰۹)، که لحنی جدی و متفکرانه داشت، به‌شیوهٔ کلاسیک سروده شده بود و در آن شادی بهاران با آگاهی از گذر عمر به هم می‌آمیخت. اشعار بعدی او معمولاً حال‌وهوایی تلخ‌تر دارند، اما همواره به مضمون توانایی هنر در غلبه بر مرگ و جاودانه ساختن لحظه گذرا در آثاری چون افریز (۱۹۲۷) بازمی‌گردد.
او علاوه بر ادبیات مدرن و کلاسیک در فلسفه، تاریخ، سیاست، هنر، و علم نیز دستی داشت و ازین رو می‌توان او را یک همه‌چیزدان به‌شمار آورد. با اینکه مدت زیادی را در فرانسه و ایتالیا زندگی کرد از او با عنوان «شاعر اسلو» یاد می‌شود چرا که در اشعارش غالباً زادگاه خود را می‌ستود.
او سه بار ازدواج کرد و دوبار طلاق گرفت. در تمام عمر از مشکلات مالی و همچنین اعتیاد به الکل رنج می‌برد. در نهایت در ۴۹ سالگی در بیمارستان اولوال اسلو درگذشت.